# 피터 브로코
피터 브로코(Peter Brocco, 1903년 1월 16일 ~ 1992년 12월 20일)는 미국의 배우, 텔레비전 배우이다.

## 영화
- 장미의 전쟁 (1989년)
- 환상 특급 (1983년)
- 내일을 향해 쏴라 2 (1979년)
- 뻐꾸기 둥지 위로 날아간 새 (1975년) - 콜로넬 매터슨 역
- 빠삐용 (1973년)
- 자니 총을 얻다 (1971년)
- 시카고 시카고 (1969년)
- 제12순찰대 (1968년)
- 비밀지령 (1968년)
- 타임 터널 (1966년)
- 제5전선 (1966년)
- FBI (1965년)
- 내 사랑 지니 (1965년)
- 전격 후린트 고고작전 (1965년)
- 첩보원 0011 (1964년)
- 아내는 요술쟁이 (1964년)
- 아가씨들 멋대로 (1964년) - 아서 (uncredited) 역
- 도망자 (1963년)
- 전투 (1962년)
- 미국의 암흑가 (1961년)
- 스파타커스 (1960년) - 라몬 역
- 강박충동 (1959년)
- 피터 건 (1958년)
- 조로 (1957년)
- 서부의 파라딘 (1957년)
- 그는 마지막에 웃었다 (1956년)
- 레이서 (1955년)
- 크라이 투마로우 (1955년)
- 사악한 경찰 (1954년)
- 슈퍼맨 - 54년작 2 (1954년)
- 코만도 코디 (1953년)
- 사막의 노래 (1953년)
- 화성에서 온 침입자 (1953년)
- 빅 짐 맥레인 (1952년)
- 달에서 온 레이더 맨 (1952년)
- 젠다성의 포로 (1952년)
- 왈가닥 루시 (1951년)
- 드럼스 인 더 딥 사우스 (1951년)
- 프란시스 고즈 투 더 레이시스 (1951년)
- 톨 타겟 (1951년)
- 위대한 카루소 (1951년)
- 세가지 비밀 (1950년)
- 무모한 순간 (1949년)
- 몬테 크리스토 백작 (1948년)